# 俾斯麦侯爵号装甲巡洋舰
俾斯麦侯爵号是德国的第一艘装甲巡洋舰，由德意志帝国海军于二十世纪之交单独建造，并为纪念首任德国宰相——奥托·冯·俾斯麦侯爵而命名。其设计较此前的维多利亚·路易丝级防护巡洋舰有所改进，体积显著增大，武器装备也更好。
俾斯麦侯爵号主要是用于执行殖民地任务，并作为东亚分舰队的一员服役直至1909年被替换，然后返回德国。舰只于1910年至1914年间进行了重建，而当第一次世界大战开始后，它曾被短暂地用作岸防舰。事实证明俾斯麦侯爵号无法胜任这项任务，因此它退出现役，在战争结束前一直担任工程师的教练船。舰只于1919年除籍并最终出售拆解。

## 设计

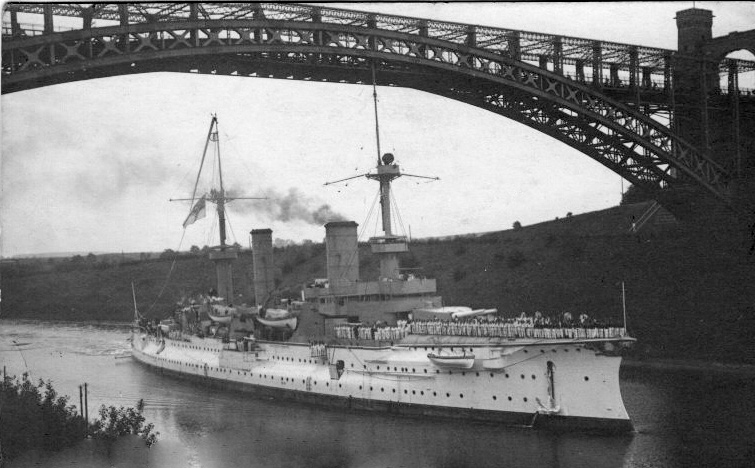
俾斯麦侯爵号通过威廉皇帝运河

俾斯麦侯爵号是在英德海軍造艦競賽开始之前设计的。海军上将弗里德里希·冯·霍尔曼是当时主管国家海军办公室的国务大臣。鉴于英国皇家海军的主导地位，以及在他看来与之竞争是不现实的，霍尔曼设想了一个基于德国海域打造、由鱼雷艇和岸防舰组成的小型舰队。除此之外，还将有一些巡洋舰作为补充，用于包括通商保护在内的海外值勤。
作为德意志帝国海军设计的第一艘装甲巡洋舰，俾斯麦侯爵号是维多利亚·路易丝级防护巡洋舰的增大版本，其排水量几乎是前级的两倍，武器也更加强大。舰只计划供海外使用，特别是用作支持德国设于亚洲和太平洋地区的殖民地。尽管遭到强烈的政治反对，这艘新舰还是得到了帝国议会的批准，并于1896年4月以“莱比锡代舰（Ersatz Leipzig）”为代号在基尔的帝国船厂开始架设龙骨。至1900年4月1日，即奥托·冯·俾斯麦诞辰85周年之际，俾斯麦侯爵号正式投入使用，共计斥资1894.5万黄金马克。
俾斯麦侯爵号在建造之初被归类为“一等巡洋舰（Kreuzer I. Classe）”，而此前建造的奥古斯塔皇后号和维多利亚·路易丝级等五艘大型巡洋舰则被归类为“二等巡洋舰（Kreuzer II. Classe）”。随着此后建造的海因里希亲王号引用了《舰队法》所规定的新类别“大巡洋舰”，这一类别也追溯转用至包括俾斯麦侯爵号在内的既有舰只。

### 整体特征
俾斯麦侯爵号的水线长度和全长分别为125.7（412英尺5英寸）和127（416英尺8英寸），有20.4（66英尺11英寸）的舷宽，以及7.80（25英尺7英寸）的前吃水和8.46（27英尺9英寸）的后吃水。它的设计排水量为10,690公噸（10,520長噸），满载排水量则可达11,461公噸（11,280長噸）。俾斯麦侯爵号被视为非常优秀的远洋船具；对掌舵指令的反应十分灵敏。然而，在高速航行的状态下，舰只会出现严重的横摇和振动问题。其稳心高度为0.72米（2英尺4英寸）。
船体采用横向和纵向钢框架构造；外墙由单层木板组成，表面再覆以延伸至水线上方.95（3英尺1英寸）的芒茨合金包板，以防止积垢。舰只的下部，包括舰艏和舰艉的下部，都以镀铜船壳板覆盖。舰只分为十二个水密舱室和一个占龙骨长度比重为59%的双层船底。

### 机械装置
俾斯麦侯爵号的推进系统由三台立式四缸三胀往复式蒸汽机所组成。它们由柏林日耳曼尼亚机械工程公司（Maschinenbau-AG „Germania“）生产的四台桑尼克罗夫特锅炉和八台圆筒锅炉提供动力。其中桑尼克罗夫特锅炉各有两个燃烧室，共计八个；而圆筒锅炉各设四个燃烧室，共计三十二个。三台蒸汽机各负责驱动一副三叶螺旋桨。中心桨的直径为4.4（14英尺5英寸），两个外桨则略大，直径为4.8（15英尺9英寸）。推进系统的额定功率为13,500匹指示馬力（10,100千瓦特），最高速度为18節（33每小時）。在试验中，蒸汽机曾被推至最高13,622匹指示馬力（10,158千瓦特），但仍然只能维持18节的最高速度。电力由五台发电机供应，可在110伏特的电压下输出325千瓦特（436匹馬力）的总电功率。

### 装甲保护

俾斯麦侯爵号于1902年的石板画

俾斯麦侯爵号的装甲由克虏伯渗碳钢组成，于某些情况下甚至比后来的设计更厚。装甲带在舰只中部厚200（7.9英寸），向舰只两端延伸则逐渐减弱至200（7.9英寸）。在装甲带之后还设有100（3.9英寸）厚的盾块，用于保护舰只的关键区域。主甲板和斜面分别有30（1.2英寸）和50（2.0英寸）厚。前司令塔具有200毫米厚的侧部和40（1.6英寸）厚的顶部；后司令塔则有100毫米的侧面和30毫米厚的顶部。主炮炮塔有200毫米厚的侧部和40毫米厚的顶部。150毫米炮的炮塔则有100毫米厚的侧部和70（2.8英寸）的炮挡。廓装炮也配有100毫米厚的挡板。
相比之下，后续的装甲巡洋舰设计——例如海因里希亲王号仅设100毫米厚的装甲带和150毫米厚的炮塔侧部装甲。即便是作为德国最后一艘装甲巡洋舰的布吕歇尔号，也仅有一条180（7.1英寸）厚的装甲带和180（7.1英寸）厚的炮塔侧部装甲，尽管其整体防护范围比俾斯麦侯爵号更为全面。

### 武器装备
俾斯麦侯爵号的主舰炮为四门240毫米40倍径速射炮，它们安装在分居中央舰艛一前一后的两座Drh.L. C/98型双联装炮塔内。炮管可降至-4度俯角和提升至30度仰角，最大射程为16,900（18,500碼）。它们在发射140（310磅）穿甲弹的初速为690每秒（2,300英尺每秒）。推进剂装药重43.35（95.6磅），并储藏在黄铜表壳内。舰只共可贮存312发该类弹药，其中每门配备78发。
副炮包括有十二门架设于MPL型炮廓内的150毫米40倍径速射炮和十门结合了炮廓和炮挡安装的88毫米30倍径速射炮。其中150毫米炮可提升至20度仰角，射程为13,700（15,000碼）；它们可以保持每分钟4至5发的射速，并且每门配备有120发弹药。88毫米炮在发射10（22磅）炮弹时的初速为590每秒（1,900英尺每秒），每门配备250发弹药。此外，俾斯麦侯爵号还安装有六具450（17.7英寸）鱼雷发射管和十六枚鱼雷；其中一具布设在舰艉的旋转支架上，四具浸没在舷侧的水线下方，第六具则置于舰艏，同为浸没式。

## 服役历史

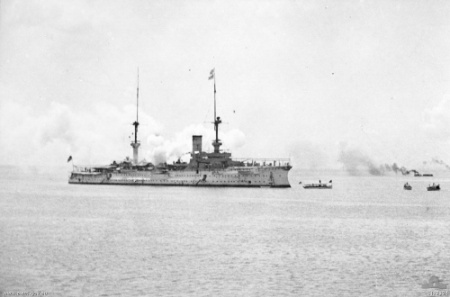
俾斯麦侯爵号于马尼拉

在完成海上试航后，俾斯麦侯爵号即被派往海外服役。它于1900年6月30日启程前往东亚，在海军少将库尔特·冯·普里特维茨·翁德·加弗龙的率领下，连同运输舰法兰克福号和维杜金德号一起，于8月13日抵达青岛，并将海军陆战队的首批增援部队带到东亚。然后它继续进入黄海加入东亚分舰队，并于8月17日成为分舰队司令、海军中将菲利克斯·冯·本德曼的旗舰。由于义和团运动的爆发，俾斯麦侯爵号需要承担各种国际维稳任务。1902年2月12日，海军中将理夏德·冯·盖斯勒接任东亚分舰队司令。他于1903年拜访了日本明治天皇，并于8月前往符拉迪沃斯托克访问俄国太平洋舰队。随着新式大巡洋舰沙恩霍斯特号于1909年抵达青岛并取代俾斯麦侯爵号担任东亚分舰队的新旗舰，后者受命返回德国。在1909年6月抵达基尔后，舰只退役，然后进入了一个漫长的现代化改造过程，一直持续至1914年，期间曾被用作鱼雷艇教练船。
当第一次世界大战爆发时，俾斯麦侯爵号获重新启用以进行海岸防卫值勤，但很快便又撤出现役。在战争余下的时间里，俾斯麦侯爵号都固定在基尔用作宿营船和工程师教练船。舰只武器于1916年9月被完全拆除，并于1918年12月31日退役。在短暂被用作办公船后，俾斯麦侯爵号于1919年6月17日正式从海军名录中除籍并出售，后于1920年在伦茨堡拆解报废。